# Висла
Ви́сла (пол. Wisła, лат. Vistula) — наиболее важная и протяжённая река Польши (протекает через всю страну с юга на север), а также наиболее длинная и вторая по водности (после Невы) река бассейна Балтийского моря. Длина Вислы составляет более 1000 км, площадь водосборного бассейна — свыше 190 тыс. км². Средний расход воды — 1090 м³/с.

## Этимология
Название было впервые записано Помпонием Мелой в 40 г. н. э. и Плинием в 77 г. н. э. в «Естественной истории». Мела называет реку Vistula (3.33), Плиний использует форму Vistla (4.81, 4.97, 4.100). Слово происходит от индоевропейского корня *u̯eis- «медленно течь» (ср. др.-инд. aveṣan «они текли», др.-сканд. veisa «слизь, тина»), который встречается во многих европейских названиях рек (например, Weser, Viesinta). Уменьшительный суффикс -ila, -ula использовался во многих индоевропейских языках, включая латынь (ср. Урсула).
По мнению В. Лучика, значение праславянского корня «вис» можно трактовать как «разливаться», «течь» (родственно с гидронимами Виска и Висунь).

## Характеристика

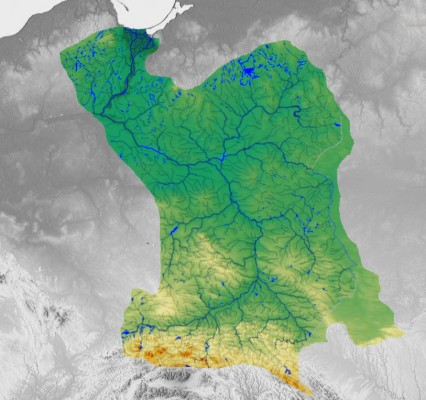
Бассейн Вислы

Общая длина Вислы превышает 1000 км и, согласно разным источникам, может варьировать от 1047 до 1092 км. Британская энциклопедия условно разделяет всё течение Вислы на три части: верхнее (от истоков до впадения реки Сан у Сандомира), среднее (между Саном и Наревом северо-западнее Варшавы) и нижнее. В соответствии с этим делением длина верхнего и нижнего течения оценивается примерно в 390 км, среднего — в 270 км. Современная долина Вислы сформировалась в результате последних оледенений и межледниковий, когда река, до этого протекавшая с запада на восток, изменила направление на северное. Устье Вислы окончательно оформилось уже после окончания последнего оледенения, с образованием Балтийского моря.
Средний уклон течения — 0,1 %, при этом в верховьях уклон может достигать 5 %. Истоки реки находятся на высоте 1106 метров над уровнем моря южнее Бельско-Бялы на западном склоне Бараньей горы (Barania Góra) в Моравско-Силезских Бескидах (Западные Карпаты). Главные истоки: Белая Виселка (Biała Wisełka) и считающаяся основным истоком Чёрная Виселка (Czarna Wisełka). Ниже слияния истоков, на территории города Висла, располагаются плотина и водохранилище. Вытекает из Бескид в районе Устрони.
В 40 км ниже слияния Чёрной и Белой Виселок в Малую Вислу уклон течения резко снижается до 0,04 % и к устью сходит почти до нуля. Если на протяжении первых 60 км в верховьях, до того как Висла покидает Бескиды, она представляет собой бурный горный поток, то ниже города Кракова, приняв ряд притоков с Карпат, становится многоводной, а скорость течения после выхода на равнину падает. В этой части течения образуется широкий конус выноса. Возле Струменя поворачивает на восток, питая Гочалковицкое водохранилище. В Освенцимской котловине принимает три крупных притока — стекающие с Карпат Солу и Скаву, а также берущую начало на Силезской возвышенности Пшемшу.
Вблизи Кракова русло частично канализировано; ниже этого города Висла поворачивает на северо-восток, и в Сандомирской котловине в неё впадают стекающие с Карпат Раба, Дунаец, Вислока и Сан и начинающиеся на Малопольской возвышенности Шренява, Нида, Чарна, Копшивянка и Опатувка. От Завихоста до Пулав река течёт между Кельцкой и Люблинской возвышенностями по узкой долине с плоским дном и крутыми склонами. На этом участке она принимает справа такие притоки, как Выжница и Ходелка, а слева Каменну и Илжанку. В начале Среднепольской низменности в Вислу справа впадает более крупный приток — Вепш. В число нескольких следующих притоков Вислы входит и крупнейший левый — Пилица. Ещё несколько рек по концентрическим траекториям сходятся к Висле у Варшавы, в том числе Нарев, от места впадения которого Висла течёт на запад, а затем на северо-запад в Плоцкую и Торунскую котловины. Выше Влоцлавека на реке построена плотина и создано Влоцлавецкое водохранилище. У Быдгоща Висла поворачивает на северо-восток и течёт через Восточно-Поморское поозёрье и, наконец, у Грудзёндза, после впадения Брды, — на север.
Ширина русла ниже впадения Дунайца составляет 200 м, дальше оно продолжает расширяться, достигая 600, а затем 1200 м. В среднем и нижнем течении Висла уже представляет собой равнинную реку, протекающую преимущественно в широкой, местами террасированной долине. Русло на большом протяжении извилистое, местами дробится на рукава и протоки, отличается неустойчивостью, большим количеством мелей и перекатов. На отдельных участках размываемые берега укреплены дамбами. Между устьем Вепша и Торунем русло практически не регулируемое, сама река разливается на ширину более километра, а ширина речной долины достигает 9—15 км. Высота берегов может составлять 60—100 м. Ниже Торуня русло полностью зарегулировано.
В 50 км от моря (ниже впадения таких притоков, как Оса, Вда и Вежица) Висла разделяется на рукава (Но́гат, Мёртвая Висла и др.), образуя обширную дельту. В её нижней части (Жулавы) окрестные земли расположены ниже уровня воды в реке и защищены от затопления дамбами. Висла впадает в Гданьский и Вислинский заливы Балтийского моря вблизи портового города Гданьска.
Общая площадь водосборного бассейна от 194,5 до 198,5 тыс. км². Большинство главных притоков впадают справа; в их числе Дунаец, Вислока, Сан, Вепш, Западный Буг; из левых наиболее крупные — Пилица и Брда. Такая асимметрия связана с общим уклоном Среднеевропейской равнины в северо-западном направлении, что позволяет крупным рекам, текущим в Балтийское море, собирать в качестве притоков многочисленные ледниковые реки, берущие начало восточнее их.
Питание смешанное, преимущественно снеговое, за исключением нижнего течения, где возрастает доля грунтового питания. Водный режим включает ярко выраженное летнее половодье и межень в остальное время года, летом часто прерываемую паводковыми подъёмами воды в результате ливней. Быстрые и высокие (до 10 м) подъёмы уровня, особенно в верхнем и среднем течении, приводят к катастрофическим наводнениям. Последние нередко вызываются также заторами льда. Особенно сильные наводнения происходили в 924, 1934, 1947, 1960, 1962, 1970, 1997 и 2010 годах. В промежутках между паводками река мелеет настолько, что возникают затруднения для судоходства. Среднемноголетний расход воды у Кракова 84 м³/с, в среднем течении (у Завихоста) — 449 м³/с, у Тчева (близ устья) — 1090 м³/с. Среднемноголетний объём стока — 34,1 км³ в год, что составляет примерно 85 % от общего объёма стока рек Польши, при этом в год Висла несёт в Балтийское море 2,2 млн м³ наносов. Ледовый покров, особенно в верхнем течении, неустойчив, ледостав продолжается с середины декабря по середину февраля. Ледоход распространяется с юго-запада на северо-восток и сопровождается заторами льда и наводнениями в нижнем течении.
Скорость течения около 5 км/ч. Уровень воды, значительно колеблющийся вследствие климатических изменений, в среднем составляет 3,5 м в верховьях, 7,5 м в среднем и до 10 м в нижнем течении. Эхолот показывает глубины от 1 до 7 метров практически моментально. От города Тчева русло приобретает спрямлённое направление, глубины не скачут.
Среднегодовая температура воды в верховьях Вислы составляет 8 °C, а в среднем и нижнем течении на градус выше(что на 4 градуса превышает среднегодовую температуру воздуха в этих регионах). Зимой температура воды составляет 2—3 °C, а летом 12—15 °C. На участках вблизи индустриальных центров, таких как Краков, Варшава и Влоцлавек, температура воды может быть на 6—10 градусов выше.

### Притоки
- Бзура
- Бяла
- Вда
- Вепш
- Вислока
- Длубня
- Дунаец
- Згловёнчка
- Западный Буг
- Нида
- Пилица
- Радомка
- Сан
- Сола
- Чарна

## Флора и фауна
В числе быстрорастущих водных растений, характерных для вод Вислы, выделяются стрелолист обыкновенный (подвид Sagittaria sagittifolia vallisinfolia), кубышка жёлтая и аир обыкновенный. В реке обитает более 40 видов рыб, в том числе почти 30 — в районе Варшавы, включая обыкновенную плотву, уклейку и леща.

## Хозяйственное значение
Висла служила водным путём для различных народов со времён палеолита, вдоль этой реки распространялись разные культуры, как с севера на юг, так и в противоположном направлении. К моменту возникновения Римской империи она стала одним из основных торговых путей, ведущих в Центральную Европу, и к этому времени относятся первые упоминания Вислы и проживающих на её берегах славянских народов у античных авторов — Плиния, Тацита, Птолемея. На раннем этапе польской государственности, в X—XIII вв., основными товарами, перевозимыми по реке были соль, зерно, дерево и строительный камень. Наивысшей интенсивности перевозки по Висле достигли в XV—XVIII вв., когда на ней были возведены многочисленные гидротехнические сооружения. После разделов Речи Посполитой в конце XVIII в. река утратила роль транспортной артерии, и даже в первые десятилетия после восстановления польской государственности работы по улучшению водного режима Вислы практически не велись. Только по окончании Второй мировой войны власти страны начали предпринимать усилия по возвращению ей прежней роли как транспортной магистрали. Были построены плотины (в том числе обслуживающие ГЭС) и образовался ряд водохранилищ.
Висла судоходна от места впадения реки Пшемши близ Освенцима, где начинается Верхневислинский водный путь. На протяжении 940 км она проходима для судов водоизмещением 200—500 т в течение 200—250 дней в году. С целью регулирования стока на Висле и её притоках сооружаются водохранилища (со строительством на некоторых из них ГЭС), производится обвалование русла. Река соединена Днепровско-Бугским каналом с Днепром и Быдгощским каналом с Одрой, а также Августовским каналом с Неманом.
На Висле в городе Влоцлавек расположена крупнейшая польская ГЭС мощностью 160,2 МВт.
Крупнейшие города, через которые протекает Висла: Краков, Сандомир, Варшава, Плоцк, Торунь, Мальборк и Гданьск. Промышленность на берегах реки вызывает сильное загрязнение воды по всему её течению, за исключением верховий. В долине Вислы расположены многочисленные курорты и туристические центры, включая средневековые руины, некоторые из которых были восстановлены.